# Shengjingornis
Shengjingornis (лат.) — род энанциорнисовых птиц, живших во времена раннемеловой эпохи (аптский век). Включает единственный вид — Shengjingornis yangi. Ископаемые остатки найдены в геологической формации Цзюфотан (Jiufotang), провинция Ляонин, Китай.
Голотип PMOL AB00179 представляет собой полный скелет, сохранившийся в латеральной проекции, с частично разрушенным черепом, который, однако, сохранил некоторые свои элементы сочленёнными и в естественных местах, что позволило более точно их идентифицировать.
Название рода происходит от города Шэньян — административного центра провинции Ляонин. Видовое название yangi дано в честь палеонтолога Ян Цяна (Yang Qiang), который проводил препарацию образца.
Shengjingornis был птицей размером с голубя и обладал следующими уникальными комбинациями:
- длинный, тонкий и слегка загнутый клюв;
- наличие зубов в передней части клюва;
- короткая носовая кость;
- тонкая скуловая кость;
- высокая лобная кость;
- Y-образная вилочка, с расширенным гипоклейдумом на дальнем конце;
- короткий коракоид;
- грудина с низким, каудально расширенным килем;
- плечевая кость почти равна по длине локтевой и лучевой костям;
- пястные и запястные кости слиты и несут по меньшей мере два когтя;
- развитая головка бедра;
- малоберцовая кость вполовину меньше большеберцовой;
- ближняя часть плюсны слита.

Филогенетическая позиция Shengjingornis yangi была определена с помощью модифицированной версии набора данных Дж. О`Коннор 2009 года. Дерево строгого консенсуса разместило вид в пределах группы энанциорнисовых птиц, в качестве сестринского таксона других представителей семейства лонгиптеригид. Приведённая ниже кладограмма отражает результаты этого анализа.

|  | Longipteryx |
|  |             |
|  | Shanweiniao |
|  |             |

|  | Longirostravis |
|  |                |
|  | Shengjingornis |
|  |                |

|  | Longipteryx |
|  |             |
|  | Shanweiniao |
|  |             |

|  | Longirostravis |
|  |                |
|  | Shengjingornis |
|  |                |